# Bas Devos

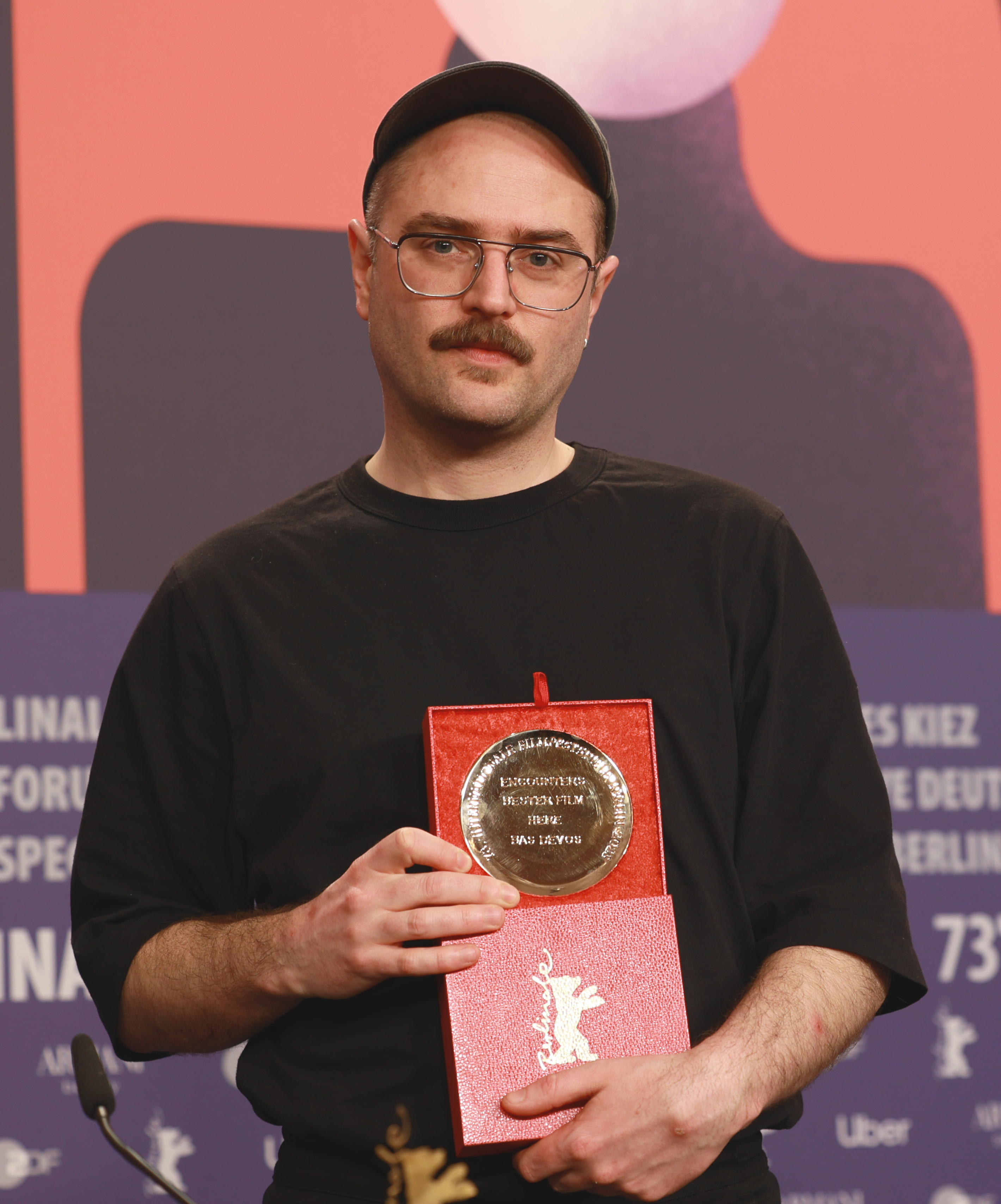
Bas Devos bei der Berlinale 2023, wo Here als bester Film und mit dem FIPRESCI-Preis in der Sektion Encounters ausgezeichnet wurde

Bas Devos (* 11. April 1983 in Zoersel) ist ein flämischer Filmregisseur und Drehbuchautor.

## Leben
Bas Devos wurde 1983 in der Gemeinde Zoersel 20 Kilometer nordöstlich von Antwerpen geboren. Er studierte an der LUCA School of Arts in Brüssel und stellte 2006 mit Taurus seinen ersten Kurzfilm vor. Sein erster Spielfilm Violet feierte im Februar 2014 auf der Berlinale Premiere, wo er in der Sektion Generation 14plus gezeigt und mit dem Großen Preis der Internationalen Jury ausgezeichnet wurde. Der Film wurde außerdem für das beste Regiedebüt bei der Camerimage 2014 nominiert. Sein zweiter Spielfilm Hellhole von 2019, in dem er ein vom Terrorismus verstörtes Brüssel zeigt, wurde ebenfalls auf der Berlinale vorgestellt. Nur wenige Monate später beendete er seinen dritten Spielfilm, Ghost Tropic mit Saadia Bentaïeb in der Hauptrolle als Putzfrau, deren Arbeitstag beginnt, wenn er für andere endet, der als Abschlussfilm der Quinzaine des réalisateurs bei den Filmfestspielen von Cannes 2019 gezeigt wurde. Auch dieser Film spielt in Brüssel.
Sein vierter Spielfilm Here, der ebenfalls in Brüssel spielt, feierte im Februar 2023 bei den Internationalen Filmfestspielen in Berlin seine Premiere, wo dieser als bester Film und mit dem FIPRESCI-Preis in der Sektion Encounters ausgezeichnet wurde.

## Filmografie
- 2006: Taurus (Kurzfilm)
- 2006: Pillar (Kurzfilm)
- 2008: The Close (Kurzfilm)
- 2014: Violet
- 2019: Ghost Tropic
- 2019: Hellhole
- 2023: Here

## Auszeichnungen
AFI Fest
- 2014: Nominierung für den Publikumspreis – New Auteurs (Violet)[6]

Camerimage
- 2014: Nominierung für das Beste Regiedebüt (Violet)[7]

Chlotrudis Award
- 2021: Auszeichnung als Beste Entdeckung (Ghost Tropic)

Film Fest Gent
- 2023: Nominierung als Bester Film für den Grand Prix (Here)[8]

Filmfest Hamburg
- 2019: Nominierung für den Kritikerpreis (Ghost Tropic)[9]

Galway Film Fleadh
- 2023: Auszeichnung als Bester internationaler Film (Here)[10]

IndieLisboa
- 2023: Nominierung für den Silvestre Award (Here)[11]

Internationale Filmfestspiele Berlin
- 2014: Auszeichnung als Bester Film mit dem Großen Preis der Internationalen Jury der Sektion Generation 14plus (Violet)
- 2014: Nominierung als Bester Film für den Kristallbären in der Sektion Generation 14plus (Violet)
- 2014: Nominierung als Bester Debütfilm (Violet)[12]
- 2023: Auszeichnung als Bester Film in der Sektion Encounters (Here)
- 2023: Auszeichnung mit dem FIPRESCI-Preis in der Sektion Encounters (Here)[13]

Tallinn Black Nights Film Festival
- 2014: Nominierung als Bester Jugendfilm für den Just Film Award (Violet)[14]